# Orchestina longipes
Orchestina longipes là một loài nhện trong họ Oonopidae.
Loài này thuộc chi Orchestina. Orchestina longipes được miêu tả năm 1922 bởi Dalmas.